# Polonais de Biélorussie
Les Polonais de Biélorussie sont une minorité ethnique de culture polonaise vivant en Biélorussie. La minorité polonaise en Biélorussie compte officiellement 288 000 personnes, selon le recensement de 2019. Cependant, selon le ministère des Affaires étrangères polonais, ce nombre serait sous-estimé et leur population réelle pourrait atteindre les 1 100 000 de ressortissants. Quel que soit le nombre retenu, les Polonais constituent la deuxième plus grande minorité ethnique du pays après les Russes, représentant environ 3,1% de la population totale. On estime que 205 200 Polonais de Biélorussie vivent dans de grandes agglomérations et que 82 493 d'entre eux habitent des localités plus petites ; en ce qui concerne le sex-ratio, il y aurait environ 33 905 femmes de plus que d'hommes. Certaines estimations données par des sources non gouvernementales, venant notamment d'associations polonaises aux États-Unis, donnent des chiffres plus élevés, se référant à un sondage effectué en 1989 et qui estimait à 413 000 le nombre de Polonais recensés.
Depuis la dislocation de l'URSS et l'émergence de la Biélorussie indépendante, la situation de la minorité polonaise n'a cessé de s'améliorer. La politique de soviétisation, poursuivie par des décennies d'endoctrinement n'est plus d'actualité. Les Polonais de Biélorussie ont commencé à rouvrir des écoles de langue polonaise et à revendiquer leur droit légal de participer à la vie religieuse. Cependant, l'attitude des nouvelles autorités envers la minorité polonaise n'est pas très cohérente. Les nouvelles lois les protègent insuffisamment, et les niveaux locaux du gouvernement biélorusse sont largement réticents à accepter les aspirations des Polonais, faisant d'eux de nouvelles cibles de la discrimination officielle,.

## Histoire

Répartition des populations polonaises en Europe orientale (1916).

Après l'adoption du christianisme par le grand-duché de Lituanie en 1387, de nombreux Polonais s'installèrent sur les terres du grand-duché, qui comprenaient le territoire de la Biélorussie actuelle. Le clergé monastique et séculier, les soldats, les fonctionnaires de la cour et les citadins polonais s'installèrent en masse en Biélorussie. Toutes les villes de Biélorussie obtinrent les droits de Magdebourg et se polonisèrent. Le XVIIe siècle vit également la polonisation de la noblesse biélorusse.
Après les guerres napoléoniennes, la Russie annexa les territoires de l'ancien grand-duché de Lituanie. Tout au long du XIXe siècle, une majorité de la noblesse biélorusse, qui représentait environ 10 % de la population, continua à s'identifier comme culturellement polonaise ; cependant, la masse paysannes, ethniquement lituanienne ou biélorusse, a été soumise à une russification active par les autorités tsaristes, laquelle passa notamment par l'abolition de l'Église uniate créée par l'Union de Brest, une institution uniquement biélorusse et une pierre angulaire de la nation biélorusse.

### L'entre-deux-guerres
Les territoires de l'Empire russe constituant la Biélorussie actuelle furent divisés en 1921 entre la Pologne et la République socialiste fédérative soviétique de Russie à l'issue du traité de Riga, mettant ainsi fin à la guerre polono-soviétique. Des milliers de Polonais s'installèrent dans les régions biélorusses à la suite du traité de paix.
De l'autre côté de la frontière, dans la RSS de Biélorussie, Minsk abritait des organisations communautaires polonaises ainsi même que le « théâtre national polonophone de Biélorussie ». En outre, un district autonome polonais, la Dzierżyńszczyzna, fut brièvement proclamé sur le territoire soviétique. Cependant, en Biélorussie orientale, les autorités soviétiques liquidèrent la plupart des organisations polonaises au début des années 1930.
En 1937-1938, la Biélorussie soviétique fut le théâtre de l'« opération polonaise » du NKVD,. Cette campagne de meurtres de masse, sanctionnée par l'État, qui s'est déroulée approximativement du 25 août 1937 au 15 novembre 1938, a entraîné la mort de 111 091 Polonais de souche (principalement des hommes). 28 744 autres personnes furent condamnées à la mort dans des camps de travail, soit un total de 139 835 victimes polonaises dans tout le pays (soit 10 % des victimes totales des Grandes Purges). Environ 17 % du nombre total de victimes provenaient de Biélorussie, parmi lesquelles des milliers de paysans, de cheminots, d'ouvriers de l'industrie, d'ingénieurs et autres, ce qui a entraîné le quasi-effondrement de l'économie de ce pays.

### La Seconde Guerre mondiale et ses suites
Après l'invasion germano-soviétique de la Pologne en 1939, cette dernière fut divisée entre l'Allemagne et l'Union soviétique, conformément au pacte Molotov-Ribbentrop. La partie orientale en fut incorporée à l'URSS, dont partie (la Biélorussie occidentale) rejoignit la république soviétique de Biélorussie. Le mouvement de résistance polonais anti-allemand Armia Krajowa opérait activement sur le territoire de l'actuelle Biélorussie, comptant également dans ses rangs des Biélorusses de souche. Semant la terreur dans toute la région, la police secrète soviétique accompagnant l'Armée rouge a massacré des milliers de prisonniers de guerre polonais,, et, en moins de deux ans, a déporté jusqu'à un million de Polonais en Sibérie. Vingt et un mois après l'invasion soviétique de la Pologne, la Biélorussie occidentale est envahie par la Wehrmacht, que suivent de près les Einsatzgruppen, et les exécutions massives de Juifs polonais commencent.

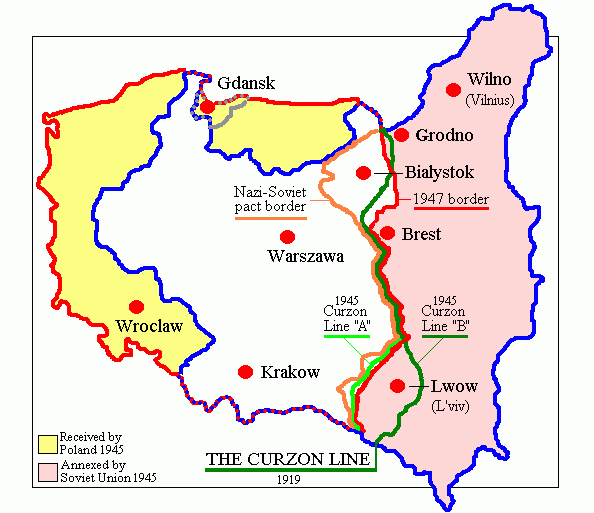
Les changements de frontières de la Pologne après la Seconde guerre mondiale.

En 1945, les frontières de la Pologne sont déplacées vers l'Ouest, ce qui conduisit à des déplacements de population et au départ de millions de Polonais des territoires désormais soviétiques. De nombreux habitants de Biélorussie, auto-identifiés comme des Polonais, furent autorisés à retourner en Pologne. En échange, plusieurs milliers de Biélorusses originaires de certaines parties de l'ancien voblast de Belastok ont été réinstallées en Biélorussie.
La minorité polonaise demeurée en Biélorussie fit l'objet d'une discrimination importante à l'époque soviétique. Dès 1949, toutes les écoles de langue polonaise avaient été remplacées par des écoles de langue russe. Toutes les organisations et tous les clubs polonais furent liquidés. De fait, les Polonais étaient le seul groupe ethnique de la RSS de Biélorussie dont l'existence fût par l'administration communiste. La situation de la minorité polonaise n'a commencé à s'améliorer que dans les dernières années de l'Union soviétique, juste avant sa dissolution ; cependant, dès l'indépendance, elle dut se heurter à l'hostilité du gouvernement d'Alexandre Loukachenko.

## Situation actuelle

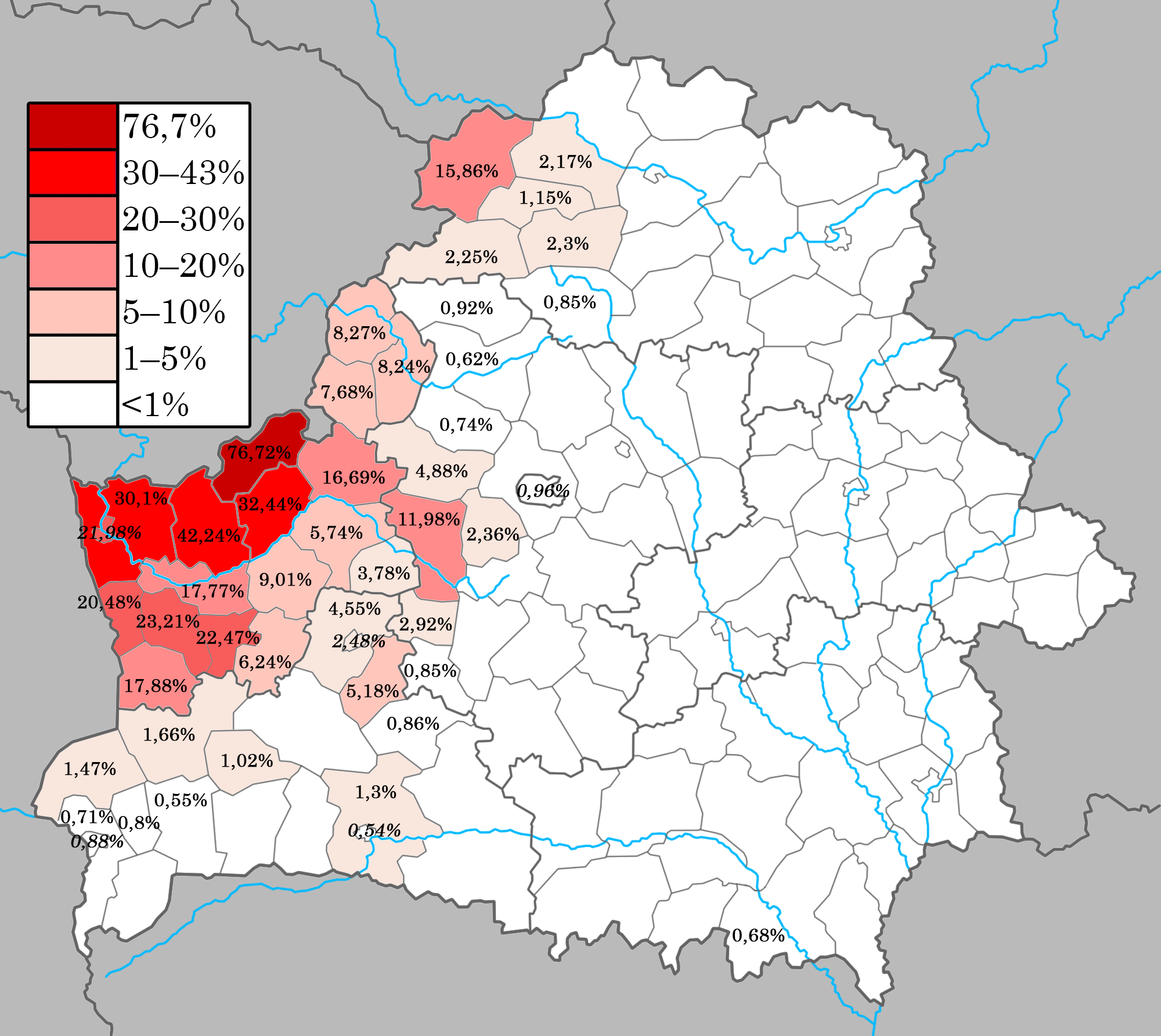
Pourcentage de Polonais par district biélorusse (2019).

Selon le recensement de 2019, la minorité polonaise de Biélorussie compte officiellement environ 287 693 personnes. Après les Russes, les Polonais forment ainsi le deuxième groupe minoritaire le plus important en Biélorussie. La majorité d'entre eux vit dans les régions occidentales, dont 223 119 dans le seul voblast de Hrodna. Les Polonais sont majoritaires à Sapotskine et dans ses environs, ainsi que dans le district de Voranava. La plus grande organisation polonaise de Biélorussie est l'Union des Polonais de Biélorussie (Związek Polaków na Białorusi), laquelle revendique plus de 20 000 membres.
Comme la Pologne soutient l'opposition pro-démocratique en Biélorussie, les relations entre la Biélorussie et la Pologne sont mauvaises et les représentants de la minorité polonaise en Biélorussie se plaignent souvent de diverses répressions, à l'exemple de l'emprisonnement pendant 15 jours de l'ancien chef de l'Union des Polonais, Tadeusz Gawin. Ce dernier fut condamné le 2 août 2005 pour avoir organisé une réunion entre le vice-président du parlement polonais en visite, Donald Tusk, et des militants polonais de souche, dont Veslaw Kewlyak, également condamné à 15 jours de réclusion,,. Le gouvernement de Loukachenko a lancé une campagne contre la minorité ethnique polonaise, affirmant qu'elle tentait de déstabiliser l'équilibre des forces et qu'elle constituait une menace pour le pays. En mai et juin de cette même année 2005, un diplomate polonais fut expulsé, un journal en langue polonaise fut fermé, et les dirigeants démocratiquement élus de l'Union des Polonais de Biélorussie ont vu leurs propres candidats remplacés de force par d'autres, favorables à Loukachenko.
L'introduction en 2007 de la Karta Polaka (Charte polonaise), qui confirmait l'héritage polonais d'individus ne pouvant autrement pas obtenir la double nationalité dans leur propre pays, a permis à plusieurs milliers de Biélorusses de se déclarer officiellement « Polonais » auprès du ministère des Affaires étrangères de Pologne. Les autorités biélorusses ont élevé de fortes protestations face à cette situation.
Les Polonais de Biélorussie connaissent une situation linguistique inhabituelle. Une légère majorité d'entre eux utilisent le biélorusse, tandis qu'une majorité des Biélorusses ethniques utilisent en fait le russe. Cette situation inhabituelle résulte du fait que les Polonais de Biélorussie vivent principalement dans les régions du pays où l'on parle le biélorusse, tandis que le russe domine désormais à Minsk et dans la majeure partie de l'est du pays.